# Brđani (gmina Brus)
Brđani (cyr. Брђани) – wieś w Serbii, w okręgu rasińskim, w gminie Brus. W 2011 roku liczyła 156 mieszkańców.